# Сельское поселение «Село Вёртное»
Се́льское поселе́ние «Село́ Вёртное» — муниципальное образование в Думиничском районе
Калужской области.
Административный центр — село Вёртное.

## История
Вёртненский сельский совет, позже реорганизованный в СП, образовался в 1924 году, после упразднения Вёртненской волости. С тех пор его границы оставались неизменными.
В 1940 году в него входили село Вертное (233 двора), деревни Дяглево (63), Песочня (50), Казаковка (8), посёлок Тимоновка (12).
В 1930-х годах открыт разъезд Вёртное Московско-Киевской железной дороги, возле которого возник одноименный населённый пункт, состоящий из нескольких домов.
В мае 1950 прошло первое объединение колхозов: к «Ленинцу» (Песочня) присоединились «Ленинский клич» (Дяглево), «Правда» (Казаковка) и «Красная Тимоновка». «Ленинец», в свою очередь, в 1958 вошел в состав вертненского колхоза «Новая заря». «Новая заря» 30 января 1969 года реорганизована в совхоз «Вёртненский».
Посёлок Тимоновка исчез в начале 1960-х, деревня Песочня ликвидирована в 1989 (её последних жителей переселили в Вёртное).

## Население
| 2010 | 2012 | 2013 | 2014 | 2015 | 2016 | 2017 |
| ---- | ---- | ---- | ---- | ---- | ---- | ---- |
| 349  | ↘342 | ↗364 | ↗367 | ↘365 | ↘352 | ↗358 |
| 2018 | 2019 | 2020 | 2021 |      |      |      |
| ↗362 | ↗365 | ↘356 | ↘342 |      |      |      |

## Состав сельского поселения
| № | Населённый пункт | Тип населённого пункта       | Население |
| - | ---------------- | ---------------------------- | --------- |
| 1 | Вёртное          | железнодорожный разъезд      | ↘0        |
| 2 | Вёртное          | село, административный центр | ↘345      |
| 3 | Дяглево          | деревня                      | ↘4        |
| 4 | Казаковка        | деревня                      | ↘0        |